# 楠木行康
楠木 行康（くすのき ゆきやす、生年不詳 - 長禄2年（1458年）8月）は、室町時代の武将。楠木正理の子。楠木正成、楠木正行の直系の子孫とされる。

## 生涯
長禄元年（1457年）12月、長禄の変ののち、父とともに十津川へ逃げたが、翌年8月に赤松氏遺臣に敗れ、父の正理は討ち死にした。行康も膝を負傷し、熊野に逃れたも、この時自刃したともされる。
子に楠木正俊がいたとされ、正俊の子孫と称する一族に楠氏がある。